# Tommaso II (palatino)
Tommaso II (in ungherese Tamás; ... – 1186), fu un nobile ungherese vissuto nella seconda metà del XII secolo che ricoprì la carica di palatino d'Ungheria dal 1185 al 1186.

## Biografia
Tommaso presentava probabili legami con la nobile famiglia degli Záh, la quale era in possesso di vasti feudi nel Transdanubio. Tommaso vantava dei possedimenti nel comitato di Albareale, come ad esempio nel caso di Vál. Gli storici hanno ritenuto con certezza con corrispondesse a quel Tommaso che nel 1163 svolse anch'egli la funzione di palatino alla corte dell'anti-re Stefano IV d'Ungheria.
La carriera di Tommaso raggiunse il suo apice sotto il regno di Béla III d'Ungheria, quando fu nominato ispán del comitato di Fejér nel 1183. Asceso alla carica di palatino d'Ungheria nel 1184 o 1185, viene menzionato in questa veste per tutto l'anno successivo. Secondo una nota del XVI secolo riportata dal formulario di Somogyvár, Tommaso morì già nel 1186.

### Fondazione del monastero
Un documento emesso da Béla IV d'Ungheria il 3 ottobre 1269 narra che Tommaso aveva fondato un monastero su un'isola fluviale un tempo esistente nei pressi di Ercsi, sulla riva sinistra del Danubio (oggi amministrativamente appartenente a Szigetújfalu). Tommaso invitò i frati benedettini e il monastero fu dedicato a San Nicola. In un documento soltanto, il luogo viene indicato come «isola di Tommaso» (in latino Insulam Thomae) nel 1211. Lo scritto riferisce che Tommaso donò illegalmente le decime di Vál e Dörgicse al nuovo monastero durante la fondazione per sostenere finanziariamente i monaci. Di conseguenza, Béla IV recuperò le decime alla diocesi di Vesprimio nel 1269.
Lo storico dell'arte Géza Entz ha collocato le palmette in parallelo nelle officine di scalpellini del XII secolo ad Albareale, Somogyvár e Pécs. Dopo aver completato delle analisi, l'autore è giunto alla conclusione che il monastero di Ercsi era stato realizzato dalla manodopera messa a disposizione del monarca, circostanza la quale enfatizza il peso specifico di Tommaso nella fondazione del palatino Tommaso. Secondo il formulario di Somogyvár, Tommaso venne sepolto nella sacrestia del monastero, circostanza la quale forse presuppone che al momento della morte del palatino il monastero non fosse ancora del tutto completato. Andrea II d'Ungheria consegnò il monastero ai cistercensi intorno al 1208. I blocchi di costruzione del monastero abbandonato furono utilizzati nella ricostruzione della chiesa di San Leonardo a Szigetújfalu nel XVIII secolo.